# Рековичи (посёлок при станции)
Рекови́чи — населённый пункт (тип: железнодорожная станция), посёлок при станции Рековичи в Дубровском районе Брянской области. Входит в состав Рековичского сельского поселения.

## География
Рековичи расположены на северо-западе области, примерно в 500 метрах от окраины одноимённого села; между станциями «Олсуфьево» и «Дубровка» .

## История
Железнодорожная станция основана в 1907 году; первоначально имела статус разъезда. Названа по селу Рековичи, с которым тесно связано экономически.
Одновременно с устройством разъезда возник и населённый пункт, ныне именуемый «железнодорожная станция Рековичи».

## Население
| Годы      | 1926 | 1979 | 1989 | 2002 |
| --------- | ---- | ---- | ---- | ---- |
| Население | 4    | 17   | 18   | 11   |

| 2010 | 2013 |
| ---- | ---- |
| 8    | →8   |

## Инфраструктура
Путевое хозяйство линии Брянск — Рославль Московской железной дороги. Действует железнодорожная станция Рековичи.

## Транспорт
Автомобильный и железнодорожный транспорт.
Выезд на автодорогу регионального значения «Дубровка — Вязовск» (идентификационный номер 15 ОП РЗ 15К-503)